# Váci Harmónia Kórus
A Váci Harmónia Kórust Bogányi Tibor karnagy, zenetanár alapította 1964-ben. A nőikarként induló együttes kezdeti sikerei után, 1976-tól közel száztagú vegyeskarrá bővült, ennek köszönhetően nemcsak az a cappella kórusirodalom remekeinek, hanem az oratorikus műveknek is lelkes tolmácsolójává vált az énekkar. Már a megalakulást követően országos elismertségre tettek szert, és azóta is rendszeres fellépői hazai és határon túli zenei rendezvényeknek egyaránt. Számtalanszor voltak a Magyar Rádió Kóruspódium című műsorának vendégei, saját lemezfelvételt is készítettek, illetve több külföldi vendégszereplésnek tettek már eleget. A magyar kóruskultúra európai népszerűsítéséért eddig tizenhárom alkalommal rendeztek nemzetközi kórustalálkozót. Széles repertoáruknak hála az európai kórusversenyek rendszeres látogatói és sikeres résztvevői. Legutóbb 2024-ben minősültek a Magyar Kórusok, Zenekarok és Népzenei Együttesek – KÓTA rendszerében, ekkor magas színvonalú munkájukat a kiemelkedő Fesztiválkórus-fokozattal ismerték el. Célkitűzései között szerepel, hogy fellépéseivel támogatást nyújtson különböző társadalmi-, különösen hátrányos helyzetű csoportoknak. 2022-től karnagyuk Szarka Tamás, a Zeneakadémia karvezetés szakos doktorandusza.

## Díjak, elismerések
- 1980. Belgium – Summa cum laude (két kategóriában)
- 1980. Vác – Fesztiválkórus minősítés
- 1984. Debrecen, XI. Bartók Béla Kórusverseny –  3. helyezett (férfikari kategória)
- 1993. Vác –  Hangversenykórus minősítés
- 2002. Olomouc, Mundi Cantant – Aranydiploma (népdal, népdalfeldolgozás kategória), ezüstdiploma (vegyeskari kategória).
- 2004. Grado, Musica Mundi fesztiválsorozat – Ezüstdiploma (vegyeskari kategória)
- 2007. Budapest, Musica Mundi fesztiválsorozat – Ezüstdiploma (vegyeskari kategória)
- 2024. Vác – Fesztiválkórus minősítés
- 2025. Budapest, 19. Budapesti Nemzetközi Kórusverseny és Fesztivál – Ezüstdiploma (vegyeskari kategória)

## Karnagyok
- 1964–1988: Bogányi Tibor
- 1988–2001: Brusznyai Margit
- 2001–2009: Verebélyi Ákos
- 2009–2015: Orosz Dóra
- 2015–2022: Prugli Andrea
- 2022 – Szarka Tamás

## Forrás
- VÁCI HARMÓNIA KÓRUS (magyar nyelven). Madách Imre Művelődési Központ, Vác. (Hozzáférés: 2024. november 27.)